# Europaschule Deutsch-Polnisches Gymnasium Löcknitz
Das Deutsch-Polnische Gymnasium Löcknitz ist ein Gymnasium – fungierend als Europaschule – im Bundesland Mecklenburg-Vorpommern in der Ortschaft Löcknitz. Es entstand 1991 als ein grenzüberschreitendes Projekt im Rahmen der Kommunalgemeinschaft „Pomerania“. In integrierten Klassen lernen deutsche und polnische Schüler zusammen. Seit 2004 ist sie Europaschule.

## Schulleitung/Direktoren
- 1992 bis 2014 – Gerhard Scherer (* 9. April 1955; † 25. Februar 2014)[1]
- 2014 bis 2020 – Regina Metz[2]
- seit 2020: Franziska Jende

## Unterricht

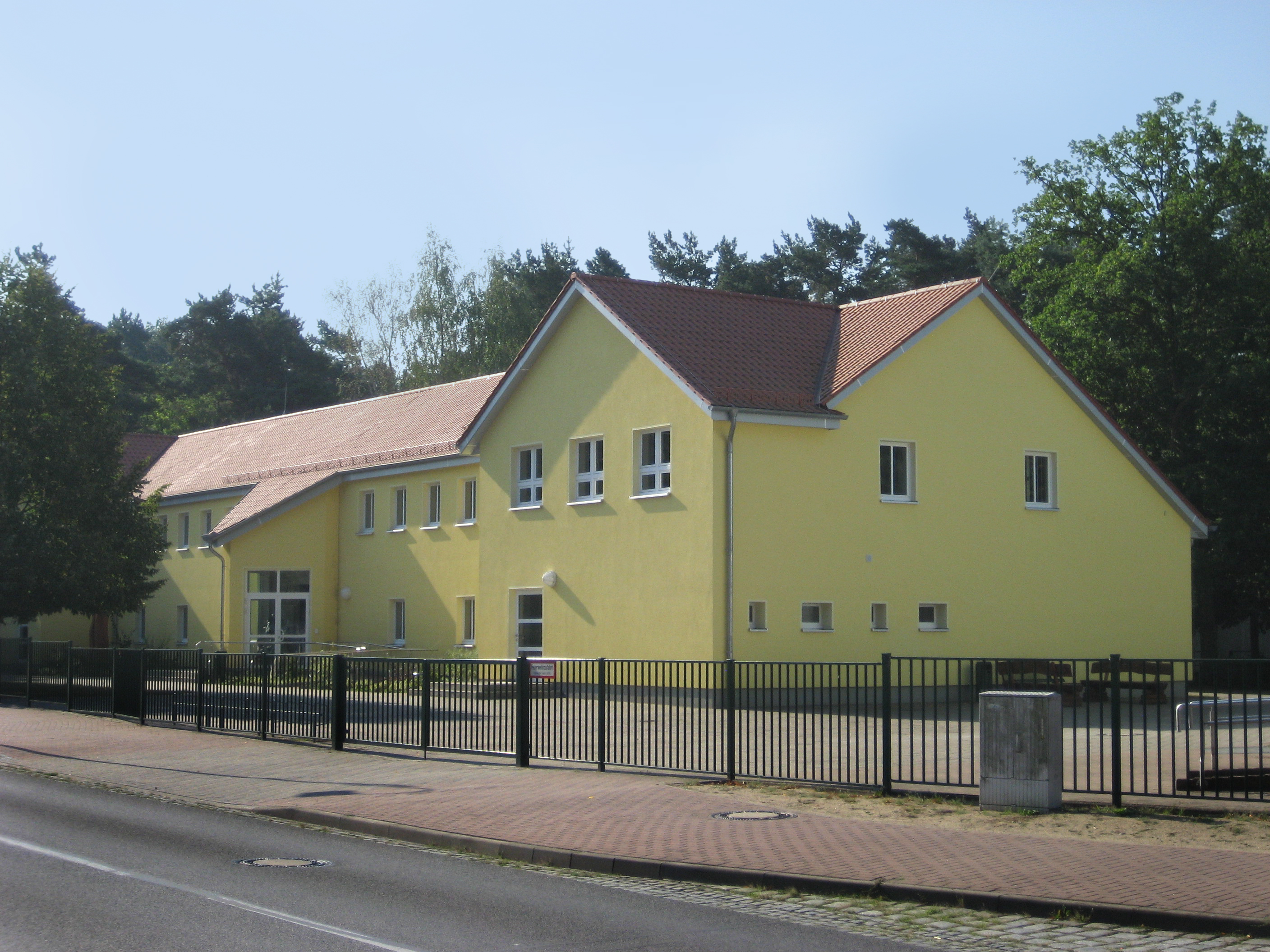
Deutsch-Polnisches Gymnasium Löcknitz

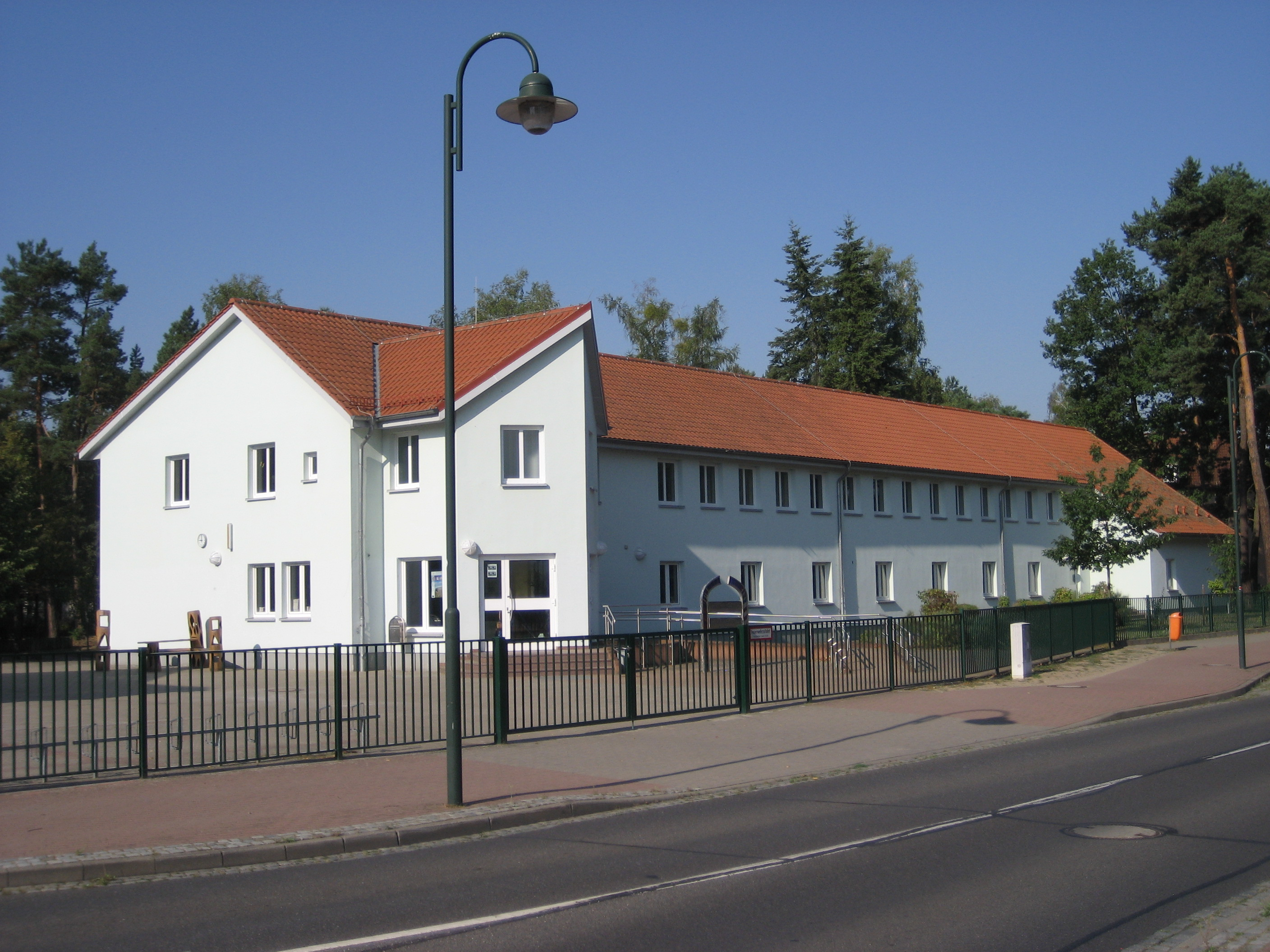
Deutsch-Polnisches Gymnasium Löcknitz

Deutsche und polnische Schüler aus der Nachbarstadt Police (Pölitz) lernen ab der 7. Klasse in integrierten Klassen bis zum Abitur zusammen. Die polnischen Schüler können sowohl das deutsche wie das polnische Abitur bestehen, allerdings dürfen die deutschen Schüler kein polnisches Abitur ablegen. Dafür besteht für sie die Möglichkeit, Polnisch als Zusatzfach zu lernen.

## Aktivitäten
Das Gymnasium verfügt über ein Schülerradio und eine Schulbibliothek. Eine „Schlichtergruppe“ sorgt für die Lösung von Schulkonflikten. Seit dem Schuljahr 2007/2008 müssen alle Schüler ab der 7. bis 10. Klasse die Schule als Ganztagsschule besuchen. Dafür gibt es zusätzliche Aktivitäten an der Schule, z. B. Volleyball, Kunst und Bewegungsspiele.